# ククルカン 史上最大の作戦
『ククルカン 史上最大の作戦』（ククルカン しじょうさいだいのさくせん、英語サブタイトル：KUKULCAN THE GREATEST EVER STRATEGY）は、高田慎一郎による日本の漫画。『月刊Gファンタジー』（スクウェア・エニックス）にて、2004年11月号から2007年9月号まで連載された。単行本は全7巻。
謎の存在によって制圧された地域ミリオーネンを人間の手に取り戻すため、単座飛行機械ククルカンのパイロットであるユージーン・リプトンは戦いに、訓練に、女子入浴場の覗きに青春をかける。

## あらすじ
7年前、突如として東の大陸・ミリオーネンとの連絡が途絶えた。その後、様々な方法でミリオーネンとの間にあるユンカース海峡（幅131キロメートル）を渡ろうとしたが、誰も帰る者はいなかった。海峡を越えて東の大陸を調査する事を目的としたスフィア作戦のために編成された東方航空旅団。そしてククルカンという飛行機械を扱う第2航空騎兵隊が新設され、主人公のリプトンが入隊するところから物語は始まる。

## 登場人物

### 東方航空旅団
ユージーン・リプトン
主人公。東方航空旅団第2航空騎兵隊（ククルカン）所属。ククルカンの成績は最下位。貴族の出。スケベな性格でエロ大王→魔王→大魔王→竜王と称号が昇格していった（また、とある事情によって『二刀流』と誤解されている）。ペジャと一緒によく覗きをしている。入隊後の訓練中、偶然同室のつばさの秘密を知る事になり、以来秘密がばれそうになると何かと協力する。
射撃が得意。ククルカンに乗る限りライフルを撃つことは無いので無駄な技能と思われていたが、エータ・アクエリズなどで活用されている。また高い学習能力を持つ。蒼天に「ジャッカルより伸びるタイプ」と言われる。
階級は新兵→一等兵（11話〜）→軍曹（29話〜）→二等曹長（31話〜）→少尉（35話）。
茅野 つばさ（ちの つばさ）
リプトンのルームメイト。東方航空旅団第2航空騎兵隊所属。成績は3位（8話時点）。実は女性だが、ある事情からククルカンに乗る為に男性と偽って入隊した。自衛のため、リプトンとの相部屋には境界線が引かれている。16歳（19話時点）。
スフィアの向こう側にあるミリオーネンの出身。3年前に何らかの力によって街ごと連合王国に飛ばされてきた。変装して女子寮の風呂を借りていたが、24話で入浴中にカツラが外れ女性であることがばれ、このことから女子部に編入された。ちなみにこの際の最終条件は、野球大会への先発出場である。
階級は新兵→一等兵（11話〜）→曹長（29話〜）。最終話にあたる35話では名誉除隊している。
ミリス・ウェルシュ
衛生隊所属の少女。リプトンと同じくつばさの秘密を知る一人。秘密を守るために色々とつばさに協力する。第2航騎隊の蒼天に憧れており、彼の後を追いかけて年齢を誤魔化して入隊した。実年齢は14歳（13話時点）。ペジャ曰く「その体の凸凹は反則」。
スフィア作戦の直後に蒼天に告白したが振られ、その3年後にあたる35話ではトンキーと付き合っている。階級は伍長になる。
プレヤドック・ヤコブレフ
リプトンの覗き仲間。通称ペジャ。20歳（13話時点）。東方航空旅団唯一の空挺部隊に所属。バンダナに隠れていて、一見するとハゲだが、実はプラチナブロンドの長髪。ミリスの事が少し気になっており、スフィア作戦の降下が成功した暁には告白しようと決めている。
階級は伍長→二等曹長（13話〜）→曹長（35話）。
ミュール・スピアーズ
通信隊所属の少女。幼い頃、犬にぬいぐるみを取られたところをリプトンに助けてもらい、それ以来リプトンを慕っている。怪力の持ち主。リプトンからつばさを引き離すため、アプリコットと共同戦線・ライプチヒ条約機構を結成。なぜか『冬』に関する字が書かれたプレゼントをリプトンに渡す（本編＆カバー裏オマケ）。
蒼天（そうてん）
第2航空騎兵隊所属のエース。好青年で、ミリスの想い人。蒼（ツァン）とも読む。転属前は101戦航（戦闘機パイロット）所属。
階級は伍長→准尉（13話〜）→大尉（35話）。
ジャッカル・ソベル
第2航空騎兵隊所属。階級は伍長。成績は2位（8話時点）で、蒼天をライバル視している。蒼天と同じく転属前は101戦航にいた。衛生隊のパシティアと付き合っている。
アプリコット・ウェブスター
整備補給群検査隊所属の少女。つばさに片思いをしている。マーガレットから女リプトンと言われる。つばさと同様に、スフィアの向こう側から飛ばされて来た過去を持ち、連合王国に保護されている事を示すウォータードロップコインを所持している。つばさが女であることを知った後も、「女でも構わない」と宣言し、リプトンをして「男前だ」と言わしめた。
パシティア
衛生隊の女子、ジャッカルと付き合っている。後に女子部に編入したつばさと相部屋になる。
マーガレット・マーティン
整備隊所属、階級は曹長→少尉（35話）。リプトンの覗き作戦の前に立ちふさがる強敵である。狙撃の腕は旅団内でトップクラス（リプトンを狙撃する為、部屋は女子寮の屋根裏を使用）。リプトン家のメイド・マリーの妹。
トーマス・ウインタース
ククルカンの教官、階級は少尉。通称・トンキー。
ロビン・ランドルマン
第2航空騎兵隊の隊長、階級は大尉。独身。
ゼノール・ニクソン
階級は大佐。基地指令だが、リプトンの覗き仲間でもある。カイゼル髭の持ち主。
ディルウィード・ペルコンテ
階級は少佐。模擬戦で常勝無敗の軍師。スフィア作戦のために統合参謀本部から赴任してきた。彼もまたリプトンの覗き仲間。
サラセニア・フーブラー
栄養士、三姉妹の長女。次女や三女とは違い、女性的な見た目をしている。1番下にアラタという弟がいる。
ラフレシア・フーブラー
特務曹長、三姉妹の次女。長女とは似ておらず屈強で男性的な見た目をしている。
ディオネア・フーブラー
栄養士、三姉妹の三女。次女と同じく屈強な見た目をしている。
フレチャー
一等兵、軍曹になったリプトンの下につく。
ウェールズ
一等兵、フレチャーと同じくリプトンの下につく。
ヒンギス
一等兵、フレチャーと同じくリプトンの下につく。

### 家族関係者
オスカー・リプトン
ユージーンの弟で中等部に通っている。母親とは死別しており、父親は甲冑姿をしている。リプトン家は彼が継ぐ予定になっている。
マリー・マーティン
リプトン家のメイド長、ユージーンが6歳から仕えている。東方航空旅団のマーガレットの姉。
フランク
リプトン家に仕える老年の執事。送り迎えの車の運転も行う。
ジャネット・ルイス
3年前からつばさの里親をしている。現在の陸軍参謀総長であるマーシャルとは弟の友達らしく彼に圧力をかけ、つばさの男装の件を握り潰した。

### スフィア関係者
諏訪 友也（すわ ともや）
終盤にスフィアを越えて突如、出現したミリオーネンの航空兵。一式戦闘機に酷似した機体を操る。つばさの幼馴染み。
ルオ・ゾネンブルーメ
地中から現れた船・ケツァルコアトルの管理者の少女。親方と呼ばれると船長と訂正する。
グラマッツ
ケツァルコアトルの具現化した姿。兄であるテスカトリポカと対立している。

## メカニック
登場メカニックや軍装品の多くは、ククルカンを除いて殆どWWII当時の物に酷似している。ノインツェーン側は連合軍。敵は枢軸軍の物が多いが、諏訪の戦闘機などの例外もある。
ククルカン
第2航空騎兵隊で使われる飛行機械。制式番号はXF-5。ククルカンを装備する部隊である第2航空騎兵隊の別名として使用されることもある。同部隊は原因不明のまま音信が途絶えた東方大陸を強行偵察する連合王国の「スフィア作戦」のために編成された東方航空旅団に所属しているが、機体が特殊で高価のために数は揃えられないのが悩みとなっている。
XF-5ククルカンは100馬力と小型ながら時速300kmの最高速度を発揮する軽快な運動性を持って迅速に敵地に浸透する空中機動部隊用の単座航空機で、推進器や翼が無いデザインとなっているため、その飛行原理は架空のものとなっている（飛ぶ原理は輾石〈てんせき〉という磁石のような鉱物とされている）。パイロットはオートバイの様に機体にまたがって空中に剥き出した状態で搭乗する。操縦は機体左右のレバーと体重の移動で行う。
武装は通常、パイロット各人の携帯する小銃や手榴弾のみだが、オプションとして機体下部に吊る250kg爆弾×1、又は7.92mm機銃（MG34）×1も搭載可能。ただし偵察・輸送用に開発された機体ゆえ、爆撃や空戦は「やろうと思えばこなせる」程度の余技で、爆弾や機銃を積むと極端に速度や運動性が低下して危険であるとされている。
余談であるが、史実にククルカンと同じ形式名のXF-5Fスカイロケット双発艦上戦闘機なる機体が実在する。

## 用語
スフィア
7年前、突如ユンカース海峡に現れた球形の地域。ここに向かった者は誰も戻らなかった。
連合王国（ノインツェーン）
リプトン達の住んでいる国。9つの国の集合体。物語の舞台。
ミリオーネン
東の大陸にある友好国。現在は連絡が途絶えている。
エータ・アクエリズ
水瓶座流星群から命名。スフィアが現れてから後、毎年4月26日に、骸骨兵士（トーテンコープ・ゾルグート）がリプトン達が配属されている基地の島（連合王国の東端）の沖合いにあるルイスブルグ島にスフィアの方から現れ、攻めてくる。
ノーザンデルタ・アクエリズ
エータ・アクエリズと同様に毎年7月16日に骸骨兵士が攻めてくる。

## 単行本
- 高田慎一郎『ククルカン 史上最大の作戦』、スクウェア・エニックス〈Gファンタジーコミックス〉、全7巻
  1. 2005年6月27日 初版発行[1] ISBN 4-7575-1441-7
  2. 2005年11月27日 初版発行[1] ISBN 4-7575-1564-2
  3. 2006年5月27日 初版発行[1] ISBN 4-7575-1678-9
  4. 2006年10月27日 初版発行[1] ISBN 4-7575-1790-4
  5. 2007年3月27日 初版発行[1] ISBN 978-4-7575-1962-6
  6. 2007年8月27日 初版発行[1] ISBN 978-4-7575-2061-5
  7. 2007年12月27日 初版発行[1] ISBN 978-4-7575-2061-5

## サブタイトルリスト
| 巻数  | 話数         | サブタイトル                      | 初出                                        |
| ----- | ------------ | --------------------------------- | ------------------------------------------- |
| 第1巻 | 1st mission  | 東方航空旅団                      | 月刊Gファンタジー 2004年11月号〜2005年3月号 |
| 第1巻 | 2nd mission  | 縦深突発！ 男性寮生活             | 月刊Gファンタジー 2004年11月号〜2005年3月号 |
| 第1巻 | 3rd mission  | 強行！ トライデント作戦!!         | 月刊Gファンタジー 2004年11月号〜2005年3月号 |
| 第1巻 | 4th mission  | 地上滑走！ 初級操縦訓練!!         | 月刊Gファンタジー 2004年11月号〜2005年3月号 |
| 第1巻 | 5th mission  | 退路確保！ 鳥の詩                 | 月刊Gファンタジー 2004年11月号〜2005年3月号 |
| 第2巻 | 6th mission  | 「友也」                          | 月刊Gファンタジー 2005年4月号〜8月号        |
| 第2巻 | 7th mission  | はじめての離陸                    | 月刊Gファンタジー 2005年4月号〜8月号        |
| 第2巻 | 8th mission  | 戦闘機動！ ジャッカル・ソベル!!   | 月刊Gファンタジー 2005年4月号〜8月号        |
| 第2巻 | 9th mission  | 突撃！ ミュール・スピアーズ!!     | 月刊Gファンタジー 2005年4月号〜8月号        |
| 第2巻 | 10th mission | 服従！ オナガセアオマイコドリ     | 月刊Gファンタジー 2005年4月号〜8月号        |
| 第3巻 | 11th mission | Eta Aquarids（前編）              | 月刊Gファンタジー 2005年9月号〜2006年1月号  |
| 第3巻 | 12th mission | Eta Aquarids（後編）              | 月刊Gファンタジー 2005年9月号〜2006年1月号  |
| 第3巻 | 13th mission | メディーック!! ミリス・ウェルシュ | 月刊Gファンタジー 2005年9月号〜2006年1月号  |
| 第3巻 | 14th mission | 復讐！ グングニル作戦!!           | 月刊Gファンタジー 2005年9月号〜2006年1月号  |
| 第3巻 | 15th mission | 猛攻！ アプリコット！             | 月刊Gファンタジー 2005年9月号〜2006年1月号  |
| 第4巻 | 16th mission | 兵糧確保！ ガラティーン作戦       | 月刊Gファンタジー 2006年2月号〜6月号        |
| 第4巻 | 17th mission | つばさ                            | 月刊Gファンタジー 2006年2月号〜6月号        |
| 第4巻 | 18th mission | Delta Aquarids                    | 月刊Gファンタジー 2006年2月号〜6月号        |
| 第4巻 | 19th mission | 3年の距離                         | 月刊Gファンタジー 2006年2月号〜6月号        |
| 第4巻 | 20th mission | ケツァルコアトル                  | 月刊Gファンタジー 2006年2月号〜6月号        |
| 第5巻 | 21st mission | 鷲の鋏                            | 月刊Gファンタジー 2006年7月号〜11月号       |
| 第5巻 | 22nd mission | リプトン西へ                      | 月刊Gファンタジー 2006年7月号〜11月号       |
| 第5巻 | 23rd mission | Noblesse Oblige                   | 月刊Gファンタジー 2006年7月号〜11月号       |
| 第5巻 | 24th mission | ライプチヒ条約機構                | 月刊Gファンタジー 2006年7月号〜11月号       |
| 第5巻 | 25th mission | ついにバレマシタ⋯                 | 月刊Gファンタジー 2006年7月号〜11月号       |
| 第6巻 | 26th mission | 5発の銃声                         | 月刊Gファンタジー 2006年12月号〜2007年4月号 |
| 第6巻 | 27th mission | 蛇の心                            | 月刊Gファンタジー 2006年12月号〜2007年4月号 |
| 第6巻 | 28th mission | motivation                        | 月刊Gファンタジー 2006年12月号〜2007年4月号 |
| 第6巻 | 29th mission | OPERATION SPHERE                  | 月刊Gファンタジー 2006年12月号〜2007年4月号 |
| 第6巻 | 30th mission | ユンカース海峡を越えろ            | 月刊Gファンタジー 2006年12月号〜2007年4月号 |
| 第7巻 | 31st mission | 合流地点へ                        | 月刊Gファンタジー 2007年5月号〜9月号        |
| 第7巻 | 32nd mission | 敵地で潜入！ 叢雲作戦!!           | 月刊Gファンタジー 2007年5月号〜9月号        |
| 第7巻 | 33rd mission | 銀色の空                          | 月刊Gファンタジー 2007年5月号〜9月号        |
| 第7巻 | 34th mission | カウント・ダウン                  | 月刊Gファンタジー 2007年5月号〜9月号        |
| 第7巻 | 35th mission | 第2航空騎兵隊                     | 月刊Gファンタジー 2007年5月号〜9月号        |